# Montefortino
Montefortino é uma comuna italiana da região dos Marche, província de Fermo, com cerca de 1.303 habitantes. Estende-se por uma área de 78 km², tendo uma densidade populacional de 17 hab/km². Faz fronteira com Amandola (FM), Bolognola (MC), Castelsantangelo sul Nera (MC), Comunanza (AP), Montemonaco (AP), Sarnano (MC), Ussita (MC).

## Demografia
| Variação demográfica do município entre 1861 e 2011                               |
|                                                                                   |
| Fonte: Istituto Nazionale di Statistica (ISTAT) - Elaboração gráfica da Wikipedia |